# Movimiento ameboide

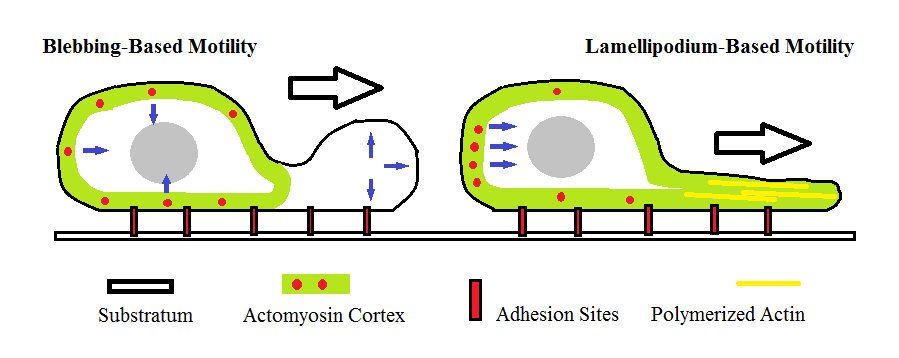
Dos modos comunes de motilidad ameboide

El movimiento ameboide es el modo de locomoción más típico de las células eucariotas adherentes. Se trata de un tipo de movimiento de tipo reptante que se realiza mediante la protrusión del citoplasma de la célula y que implica la formación de pseudópodos ("falsos pies") y urópodos posteriores. Dependiendo del organismo, pueden producirse uno o varios pseudópodos a la vez, pero todo movimiento ameboide se caracteriza por el desplazamiento de organismos con una forma amorfa que no poseen estructuras de motilidad fijas.
El movimiento se produce cuando el citoplasma se desliza y forma un pseudopodio delante para tirar de la célula hacia delante. Algunos ejemplos de organismos que presentan este tipo de locomoción son las amebas (como Amoeba proteus y Naegleria gruberi,) y los mohos limosos, así como algunas células humanas como los leucocitos. Los sarcomas, o cánceres que surgen de las células del tejido conjuntivo, son particularmente adeptos al movimiento ameboide, lo que conduce a su alta tasa de metástasis.
Este tipo de movimiento se ha relacionado con cambios en el potencial de acción. Aunque se han propuesto varias hipótesis para explicar el mecanismo del movimiento ameboide, aún no se conocen bien sus mecanismos exactos. El ensamblaje y desensamblaje de los filamentos de actina en las células puede ser importante para los mecanismos bioquímicos y biofísicos que contribuyen a diferentes tipos de movimientos celulares tanto en estructuras musculares estriadas como en células no musculares. La polaridad confiere a las células bordes delanteros y traseros diferenciados mediante el desplazamiento selectivo de proteínas hacia los polos, y puede desempeñar un papel importante en la quimiotaxis eucariota.

## Tipos de movimiento ameboide

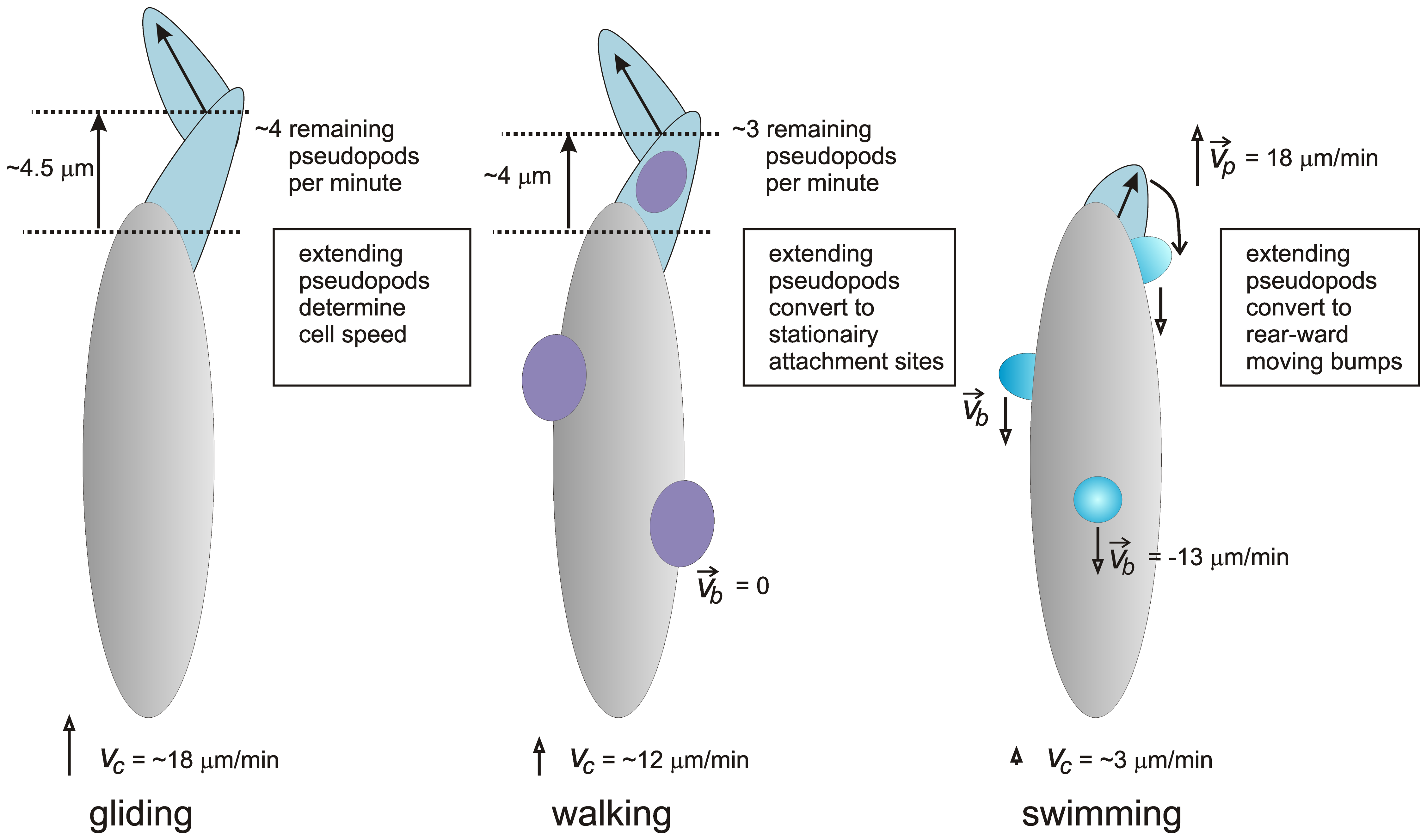
Diagrama de los tres tipos principales de movimiento de las células ameboides

### Arrastre
El arrastre es una forma de movimiento ameboide que comienza cuando una extensión de la célula en movimiento (pseudópodo) se adhiere fuertemente a la superficie. La mayor parte de la célula tira de sí misma hacia la parte adherida. Repitiendo este proceso, la célula puede desplazarse hasta que la primera zona unida se encuentra en el extremo de la célula, momento en el que se desprende. La velocidad a la que las células se arrastran puede variar enormemente, pero en general el arrastre es más rápido que la natación, pero más lento que el deslizamiento sobre una superficie lisa. Sin embargo, el arrastre no es notablemente más lento en superficies irregulares y desiguales, mientras que el deslizamiento se vuelve mucho más lento en tales condiciones[9]. Parece que el reptado puede ser impulsado por actina (véanse las secciones siguientes), dependiendo de la naturaleza de la superficie.

### Deslizamiento
El deslizamiento es similar al arrastre, pero se caracteriza por una adhesión mucho menor a la superficie, lo que lo hace más rápido en superficies lisas que requieren menos tracción, pero más lento en superficies más difíciles y complicadas. Algunas células se deslizan con el mismo mecanismo que el arrastre, pero con pseudópodos más grandes y menos adhesión a la superficie. Otras células utilizan un método diferente para deslizarse: una pequeña porción de la célula que ya toca la superficie se une a ella, tras lo cual el citoesqueleto empuja o tira de la porción anclada para deslizar la célula hacia delante. Este mecanismo difiere del anterior en que la célula no extiende un pseudópodo, por lo que hay relativamente poca deformación de la célula a medida que avanza.

### Nadado
Muchas células procariotas y eucariotas pueden nadar y muchas de ellas tienen flagelos o cilios para ello. Sin embargo, estas estructuras específicas no son necesarias para la natación, ya que hay amebas y otras células eucariotas que carecen de flagelos y cilios, pero pueden nadar, aunque es más lento que arrastrarse o deslizarse. Se han propuesto dos mecanismos diferentes para la natación ameboide. En el primero, la célula extiende pequeños pseudópodos que se mueven hacia los lados de la célula, actuando como remos. En el segundo, la célula genera un ciclo de flujo interno, en el que el citoplasma fluye hacia atrás por el borde de la membrana y hacia delante por el centro, generando una fuerza en la membrana que mueve la célula hacia delante.

## Mecanismo molecular del movimiento celular

### Teoría sol-gel
El protoplasma de una ameba está formado por una capa externa denominada ectoplasma que rodea una porción interna llamada endoplasma. El ectoplasma está formado por un semisólido gelatinoso denominado gel plasmático, mientras que el endoplasma está constituido por un fluido menos viscoso denominado sol plasmático. El ectoplasma debe su estado altamente viscoso, en parte, al complejo de actomiosina reticulado. Se cree que la locomoción de una ameba se debe a la conversión sol-gel del protoplasma dentro de su célula. La conversión sol-gel describe los acontecimientos de contracción y relajación forzados por la presión osmótica y otras cargas iónicas".
Por ejemplo, cuando una ameba se mueve, extiende un pseudopodio gelatinoso y citosólico, lo que hace que el citosol más fluido (sol plasmático) fluya tras la porción gelatinosa (gel plasmático), donde se congela en el extremo del pseudopodio. El resultado es la extensión de este apéndice. En el extremo opuesto (posterior) de la célula, el gel plasmático se convierte en sol plasmático y fluye hacia el pseudopodio que avanza. Mientras la célula tenga una forma de agarrarse al sustrato, la repetición de este proceso guía a la célula hacia delante. En el interior de la ameba hay proteínas que pueden activarse para convertir el gel en sol líquido.
El citoplasma está formado en gran parte por actina y la actina está regulada por proteínas de unión a actina. Las proteínas de unión a la actina están reguladas a su vez por iones de calcio; por lo tanto, los iones de calcio son muy importantes en el proceso de conversión sol-gel.

### Modalidades de movimiento de los ameboides

#### Motilidad impulsada por actina
Basándose en algunos modelos matemáticos, estudios recientes plantean la hipótesis de un nuevo modelo biológico para los mecanismos biomecánicos y moleculares colectivos del movimiento celular. Se propone que los microdominios tejen la textura del citoesqueleto y sus interacciones marcan la ubicación para la formación de nuevos sitios de adhesión. Según este modelo, la dinámica de señalización de los microdominios organiza el citoesqueleto y su interacción con el sustrato. A medida que los microdominios desencadenan y mantienen la polimerización activa de los filamentos de actina, su propagación y movimiento en zigzag sobre la membrana generan una red altamente interconectada de filamentos curvos o lineales orientados en un amplio espectro de ángulos con respecto al límite celular. También se ha propuesto que la interacción de los microdominios marca la formación de nuevos sitios de adhesión focal en la periferia celular. La interacción de la miosina con la red de actina genera entonces la retracción/desplazamiento de la membrana, el flujo retrógrado y fuerzas contráctiles para el movimiento hacia delante. Por último, la aplicación continua de tensión en los antiguos sitios de adhesión focal podría dar lugar a la activación de la calpaína inducida por el calcio y, en consecuencia, al desprendimiento de las adhesiones focales, lo que completa el ciclo. 
Además de la polimerización de actina, los microtúbulos también pueden desempeñar un papel importante en la migración celular, en la que interviene la formación de lamelipodios. Un experimento demostró que, aunque los microtúbulos no son necesarios para la polimerización de la actina para crear extensiones lamelipodiales, sí lo son para permitir el movimiento celular.

#### Motilidad impulsada por blebs
Otro de los mecanismos propuestos, el de la "locomoción ameboide impulsada por blebs", sugiere que la actomiosina de la corteza celular se contrae para aumentar la presión hidrostática dentro de la célula. En las células ameboides se produce una protuberancia aproximadamente esférica en la membrana celular, caracterizada por el desprendimiento de la corteza de actomiosina. Este modo de movimiento ameboide requiere que la miosina II desempeñe un papel en la generación de la presión hidrostática que hace que el bleb se extienda. Esto es diferente de la locomoción impulsada por actina, en la que el bleb creado se produce por la polimerización de la actina mientras permanece unida a la corteza de actomiosina y empuja físicamente contra la barrera de la célula. Durante el movimiento ameboide impulsado por la ameboide, se regula el estado sol-gel del citoplasma.
También se ha observado que las vesículas formadas por células móviles experimentan un ciclo de vida aproximadamente uniforme que dura aproximadamente un minuto. Incluye una fase de expansión inicial hacia el exterior en la que la membrana se desprende del citoesqueleto membranoso. A continuación sigue una breve fase estática en la que la presión hidrostática acumulada es suficiente para mantener el tamaño del bleb. A continuación se produce la última fase, caracterizada por la lenta retracción del bleb y la reintroducción de la membrana en la infraestructura del citoesqueleto.
Las células pueden experimentar transiciones rápidas entre el blebbing y la motilidad basada en el lamelipodio como medio de migración. Sin embargo, aún se desconoce la velocidad a la que se producen estas transiciones. Las células tumorales también pueden mostrar transiciones rápidas entre la motilidad ameboide y la motilidad mesenquimal, otra forma de movimiento celular.

### Mecanismos de movimiento relacionados
Las células Dictyostelium y los neutrófilos también pueden nadar, utilizando un mecanismo similar al del arrastre.
Otra forma unicelular de movimiento mostrada en Euglena se conoce como metabolismo. La base de la teoría sol gel es la interconversión de sol y gel.